# Partido Civil (Perú)
El Partido Civil fue un partido político peruano fundado en 1871 bajo el nombre de Sociedad Independencia Electoral. Sus miembros fueron conocidos como «civilistas». Fue el partido preponderante desde finales del siglo XIX hasta principios del XX, dirigido por la oligarquía limeña. Su fundador y primer presidente electo fue Manuel Pardo y Lavalle (1872-1876). Luego de la guerra del Pacífico, desempeñó un rol clave en la Reconstrucción Nacional. 
En 1894, integró la Coalición Nacional que agrupaba también al Partido Demócrata, que tras la guerra civil de 1894-1895 subió al poder liderado por Nicolás de Piérola, el jefe de los demócratas. De ese modo, el partido civil compartió responsabilidades de gobierno con su tradicional adversario. Dicha Coalición se mantuvo para las elecciones de 1899, triunfando nuevamente, esta vez con el independiente Eduardo López de Romaña como presidente. 
En las dos décadas siguientes, que forman el periodo de la historia peruana denominada por el historiador Jorge Basadre como «la República Aristocrática» (1895-1919), se produjo la hegemonía del Partido Civil, al ser «civilistas» la mayoría de los presidentes de la República: Eduardo López de Romaña (1899-1903); Manuel Candamo (1903-1904); Serapio Calderón (1904); José Pardo y Barreda, hijo del fundador del partido (1904-1908 y 1915-1919); y Augusto B. Leguía (1908-1912), quien se desligó del partido y formó su propia agrupación política. 
Su principal centro de reunión fue el tradicional Club Nacional, institución a la que varios miembros del partido pertenecían. 
El partido, como fuerza política importante, sufrió un proceso de disolución a lo largo del Oncenio de Leguía (1919-1930). Su “defunción oficial” (por así decirlo), se dio en 1930.

## Historia

### Fundación e inicios (1871-1872)

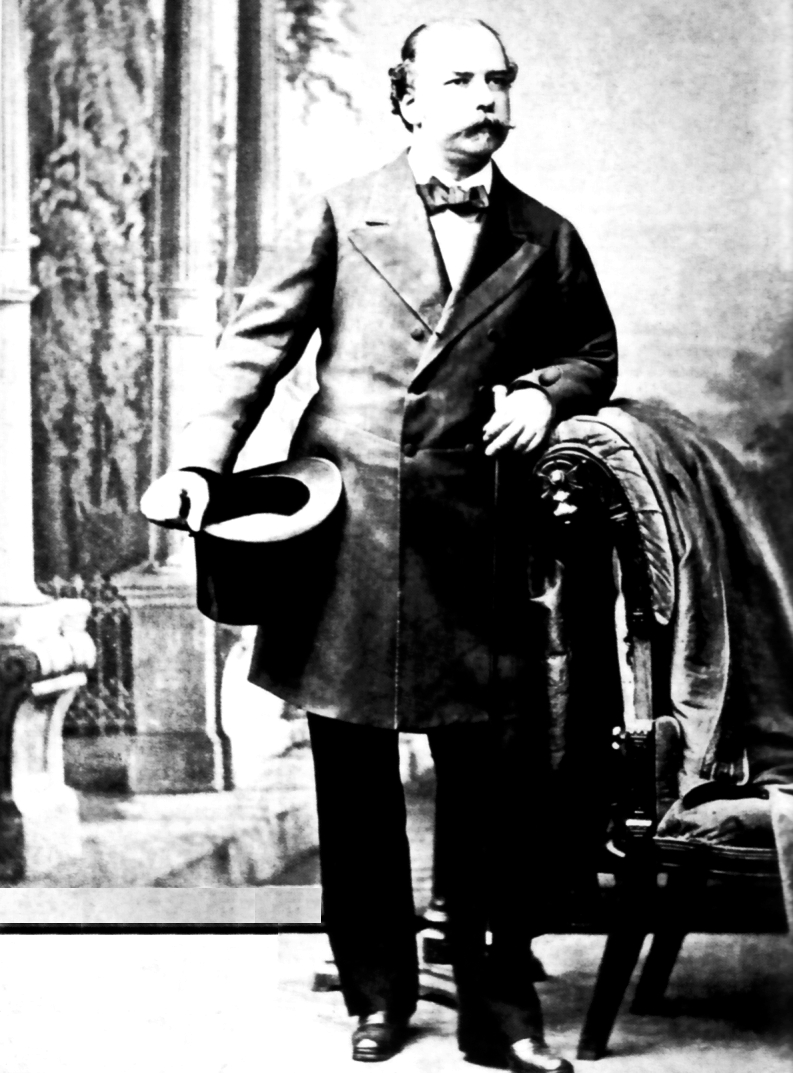
Manuel Pardo y Lavalle, fundador del Partido Civil.

El Partido Civil fue fundado el 24 de abril de 1871 por 193 ciudadanos reunidos en el domicilio de José Antonio y García con el fin de apoyar la candidatura presidencial del exalcalde de Lima, Manuel Pardo y Lavalle. Inicialmente adoptó el nombre de «Sociedad Independencia Electoral».
Entre los fundadores de la Sociedad estuvieron Demetrio Olavegoya, José María Sancho-Dávila, Luis Roca y Boloña, José Antonio Roca y Boloña, Aurelio Denegri, Luis Felipe Villarán, Ignacio de Osma, José de la Riva Agüero y Looz Corswarem, Federico Marriot y Pedro Correa y Santiago, todos ellos relacionados con la política y al comercio.
Se trataba pues, de una agrupación de acaudalados comerciantes, consignatarios del guano, industriales y hacendados, representantes de la naciente burguesía nacional. No contentos con detentar el poder económico, aspiraban también a controlar el poder político. A ellos se les unieron también numerosos intelectuales, como abogados de la Universidad de San Marcos y periodistas de El Comercio y El Nacional. Era ya la hora, según ellos, de que los hombres de frac y levita, los «hombres de traje negro», llegaran al poder. Este grupo de ciudadanos vieron en Pardo la figura que podía redimir al Perú de medio siglo de militarismo, ya que era miembro de una generación nueva, que había nacido después de la independencia y que, por lo tanto, no debía guardar compromisos con el orden español. Además, repudiaba el desorden, la anarquía y el despotismo de los hombres de sable. El militarismo fue para ellos el maleficio que había venido postergando el despegue del Perú como nación; este fue acusado de absolutismo, de postergar a las clases sociales del manejo de la política y de ser el acicate de las revoluciones o sediciones. Siendo así, sostenían que no era la voluntad popular ni la opinión pública quienes hacían tomar las decisiones al mandatario. Se produjo una entusiasta adhesión en Lima y las provincias ante la posibilidad de un civil como gobernante. De ahí nació el nombre de “Partido Civil”, organizado ese mismo año para las juntas electorales.
El 6 de agosto de 1871, Pardo logró congregar en la Plaza de Acho a 14 000 ciudadanos, que se reunieron para escucharle, número muy apreciable para la época, constituyéndose así en un gran acontecimiento.

### El programa  “civilista”
En el programa  civilista se contemplaban los siguientes puntos:
- El apoyo a la educación popular, con el fin de que cada ciudadano pudiera realizar un normal ejercicio de sus derechos.
- El fomento de la enseñanza técnica, para formar a un personal apto para la explotación de los recursos naturales del país, así como la mejora de la administración pública.
- El equilibrio del Presupuesto de la Nación, para contrarrestar la fallida política de los empréstitos del gobierno anterior.
- La nacionalización del salitre.
- La profesionalización y democratización de las fuerzas armadas. Entre otras medidas, se contemplaba la implantación del Servicio Militar Obligatorio.
- En el plano internacional, la concertación de alianzas.

### El primer gobierno civilista (1872-1876)
El primer candidato electo del Partido Civil fue el ya mencionado Manuel Pardo y Lavalle, quien gobernó desde el 2 de agosto de 1872 al 2 de agosto de 1876.
Ya en el poder, Pardo llevó a cabo algunas reformas, como la eliminación de los fueros privativos de la iglesia y de la influencia del Ejército en el ámbito político. También emprendió la modernización de la educación y la eliminación de los derechos de peaje y aduanas interiores, controlados por las Juntas Departamentales. Pero la crisis económica haría inviable la realización de muchos de sus proyectos. Medidas como una prudente alza de impuestos, el estanco del salitre y la revisión de los contratos de la venta del guano, no aliviaron el agudo déficit fiscal. La crisis económica se agravó y el país quedó al borde de la bancarrota. 
En el plano internacional, firmó el Tratado de Alianza Defensiva con Bolivia de 1873 (que luego serviría de argumento a Chile para desencadenar la guerra del Pacífico). Para colmo, descuidó la defensa nacional, cancelando la construcción de dos navíos blindados, mientras que Chile se armaba peligrosamente, llegando a superar el poderío bélico del Perú.

### Trayectoria entre 1876 y 1899

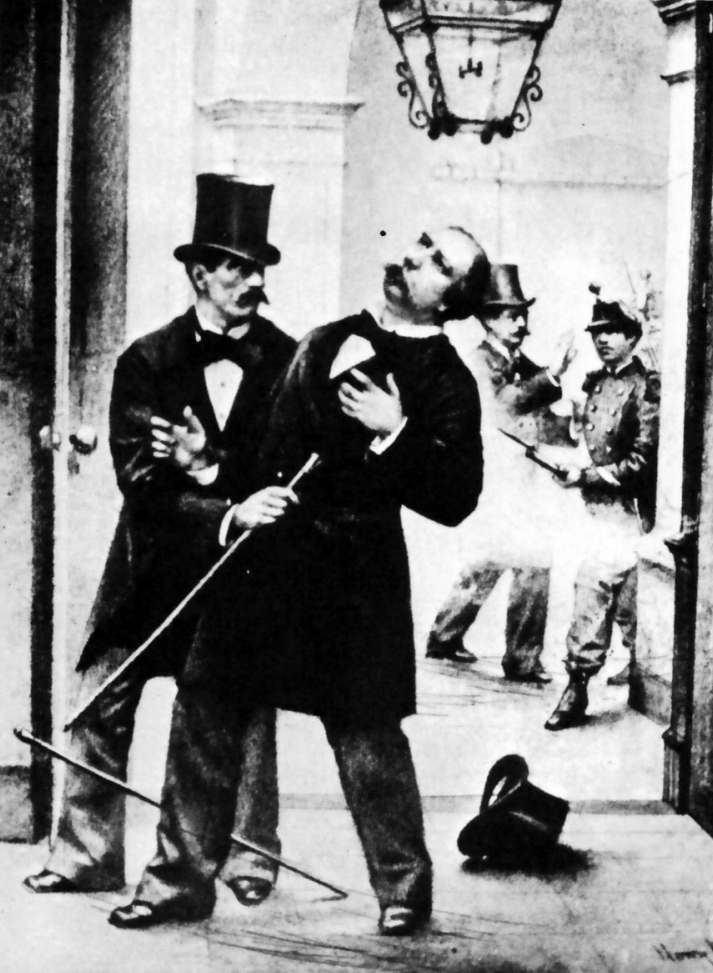
Asesinato de Manuel Pardo y Lavalle.

Para las elecciones de 1876, en las que se debía elegir al sucesor de Pardo, el Partido Civil se aprestó a lanzar como su candidato presidencial a José Simeón Tejeda, pero este falleció poco antes de iniciarse la campaña. Los civilistas, debido a sus disensiones, no se pusieron de acuerdo en nombrar candidato, y fue entonces cuando surgió la idea de apoyar al general Mariano Ignacio Prado, visto su prestigio como hombre público no solo a nivel nacional sino continental, por ser el vencedor de la guerra con España de 1866. Su candidatura se oficializó el 31 de enero de 1875. Para enfrentar a Prado surgió la candidatura del contralmirante Lizardo Montero, que se erigió a título personal pues no contaba con el apoyo de partido alguno. Realizadas las elecciones sin mayor violencia, resultó elegido Prado por abrumadora mayoría. 
En 1877 el Partido Civil logró una apreciable mayoría en la renovación del Congreso. En 1878, sufrió un durísimo golpe con el asesinato de su líder Manuel Pardo y Lavalle. De todos modos mantuvo su popularidad y ya se preparaba, con buenos augurios, para las elecciones de 1880, cuando estalló la guerra del Pacífico en 1879, lo que trastocó todo el escenario político local.
Durante la crisis bélica, el Partido Civil se opuso a la dictadura de Nicolás de Piérola, apoyó al gobierno de Francisco García Calderón (1881) y respaldo el pronunciamiento del general Miguel Iglesias y las gestiones de paz que hizo este, una vez consolidado en el poder.
Luego de la guerra del Pacífico, el Partido desempeñó un rol clave en la Reconstrucción Nacional. La mayor parte de sus miembros seguían siendo de la élite limeña. Junto con el Partido Demócrata de Nicolás de Piérola, su rival político, se opuso al militarismo predominante en la política, militarismo representado por el general Andrés A. Cáceres, que luego de gobernar de 1886 a 1890, pasó la posta a uno de sus fieles partidarios, el coronel Remigio Morales Bermúdez, elegido en unas elecciones con notorio apoyo oficialista.

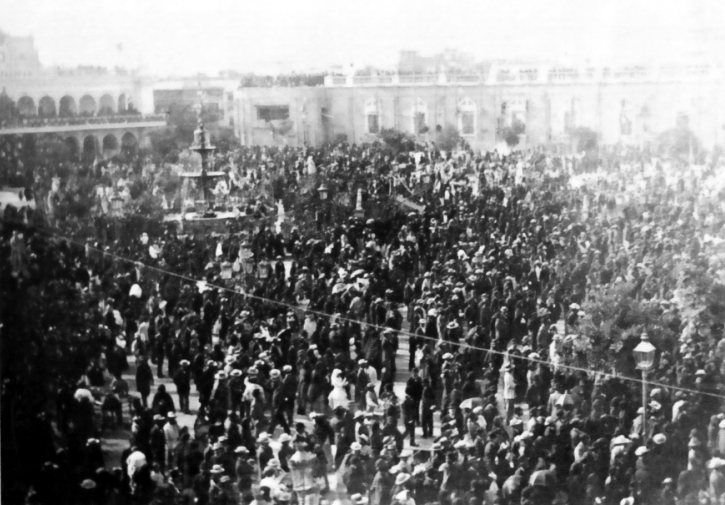
Concentración cívica en la plaza de armas de Lima en 1895, celebrando el triunfo de Coalición cívico-demócrata sobre Cáceres.

En 1893 el Partido se unió al Círculo Parlamentario del ex-cacerista Mariano Nicolás Valcárcel, formando la Unión Cívica que buscaba apoyar la candidatura presidencial de este. Sin embargo, al año siguiente, el presidente Remigio Morales Bermúdez falleció súbitamente y segundo vicepresidente, Justiniano Borgoño, asumió la Presidencia interina, convocando elecciones en las que controvertidamente resultó elegido Andrés A. Cáceres. En la víspera de la muerte de Morales Bermúdez, la Unión Cívica se había unido al Partido Demócrata del exiliado Nicolás de Piérola, quien lideró la llamada Coalición Nacional contra el presidente Cáceres. En 1895 Cáceres, clara expresión del militarismo en el Perú, fue depuesto tras una guerra civil y ese año se convocaron elecciones en las que resultó elegido Piérola con apoyo de la Coalición Nacional. 
En 1896, Manuel Candamo fue elegido presidente de la junta directiva del Partido y en 1899 formó una alianza con el Partido Demócrata para presentar un único candidato en las elecciones presidenciales, que fue el independiente Eduardo López de Romaña. Este resultó triunfante y así se mantuvo en el poder la Coalición demócrata-civilista, que gobernaba desde 1895.

### La República Aristocrática (1899-1919)

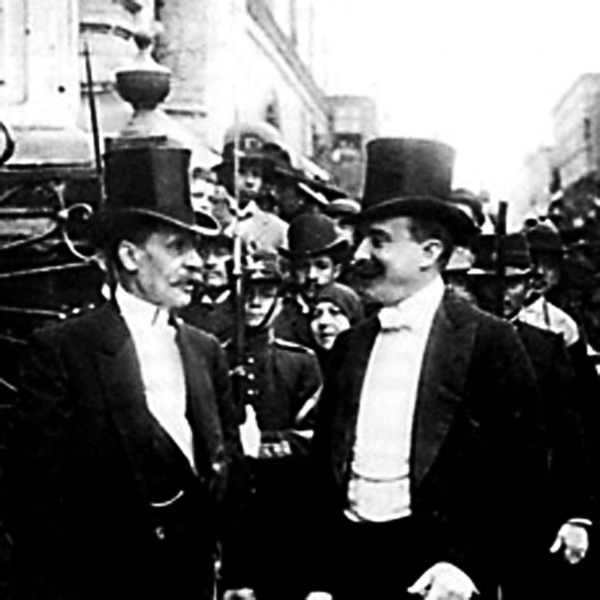
Manuel Candamo y José Pardo y Barreda, dos de los principales miembros de Los veinticuatro amigos, grupo oligárquico que gobernó al Perú durante la República Aristocrática.

Durante el gobierno de López de Romaña, los demócratas dominaban la cámara de Diputados, y los civilistas la de Senadores; sin embargo, las diferencias llevaron rápidamente al pase de los demócratas a la oposición. López de Romaña constituyó su gabinete casi exclusivamente con civilistas, a lo que la mayoría demócrata de la cámara de Diputados contestó censurándolos. Se produjeron encendidas polémicas parlamentarias acerca de la obligación de dimitir o no de parte de los ministros censurados.
En 1903, al concluir el mandato de López de Romaña el Partido Civil, en alianza con el Partido Constitucional de Andrés A. Cáceres, presentó la candidatura presidencial de Manuel Candamo, quien obtuvo el 99% de los votos, pues no contaba con opositores, debido a la abstinencia electoral que Piérola impuso a su partido, el Demócrata, al considerar que no existían garantías para el desarrollo de las elecciones.

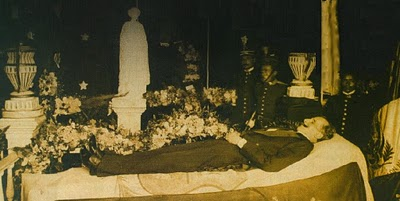
Capilla ardiente en Arequipa con el cadáver de Manuel Candamo, presidente del Perú y líder del Partido Civil.

Candamo inició su mandato el 8 de septiembre de 1903, que debía durar hasta 1907, lo que no ocurrió, pues falleció a consecuencia de una súbita enfermedad, el 7 de mayo de 1904. El segundo vicepresidente, el también civilista Serapio Calderón, asumió entonces la presidencia, pues el primer vicepresidente, Lino Alarco, también había fallecido. A Serapio le correspondió convocar a nuevas elecciones presidenciales en 1904, y en ellas se presentó el gobiernista Partido Civil, aliado con el Partido Constitucional, lanzando como candidato a José Pardo y Barreda, perteneciente al sector juvenil y reformista del civilismo. Por su parte, el Partido Demócrata, en alianza con el Partido Liberal, lanzó la candidatura de Piérola, quien se retiró poco antes de producirse las elecciones, aduciendo una vez más falta de garantías. José Pardo resultó así elegido presidente.
José Pardo, hijo del fundador del Partido Civil, tenía 40 años al momento de asumir la presidencia, el 24 de septiembre de 1904. Fue un gobernante respetuoso de la ley, de las instituciones y libertades, pero su política fue hacer un gobierno de partido y no un gobierno nacional. Destacó por su apoyo firme y eficazmente a la educación pública, la cultura y la defensa nacional.
En las elecciones de 1908, el candidato oficialista, es decir, en representación del Partido Civil, fue Augusto B. Leguía, que había sido primer ministro y ministro de Hacienda. El Partido Demócrata, a instancias de su líder, el viejo caudillo Piérola, se abstuvo, por enésima vez, de participar. Leguía fue así elegido sin resistencia para ejercer el período presidencial de 1908-1912.
Leguía, de carácter personalista y autoritario, se alejó de su partido y conformó su propio grupo de partidarios, llamados civilistas gubernamentales, que eran dueños de la mayoría en las dos cámaras del Congreso y de los órganos electorales. Se trató del primer cisma de importancia en la historia del Partido Civil. 
En 1912, finalizando el período presidencial, Leguía auspició la candidatura de Antero Aspíllaga Barrera. La oposición, conformada por el Partido Demócrata, el Partido Liberal, los civilistas independientes y el Partido Constitucional, trató de lanzar una candidatura común, pero no lograron ponerse de acuerdo. Piérola, como delegado de su partido, orientó nuevamente a sus partidarios a que se abstuvieran de participar en las elecciones. Todo indicaba que el triunfador sería el gobiernista Aspíllaga, cuando surgió entonces la candidatura independiente de Guillermo Billinghurst (exalcalde de Lima y antiguo militante pierolista), quien amparado en su arrolladora popularidad logró suspender las elecciones y trasladar la decisión electoral al Congreso. Si bien en este parlamento predominaban los civilistas y leguiístas, estos accedieron a satisfacer el pedido popular. Billinghurst, anticivilista acérrimo, fue así elegido presidente y sucedió a Leguía. En compensación, fue elegido primer vicepresidente Roberto Leguía, hermano de Augusto.

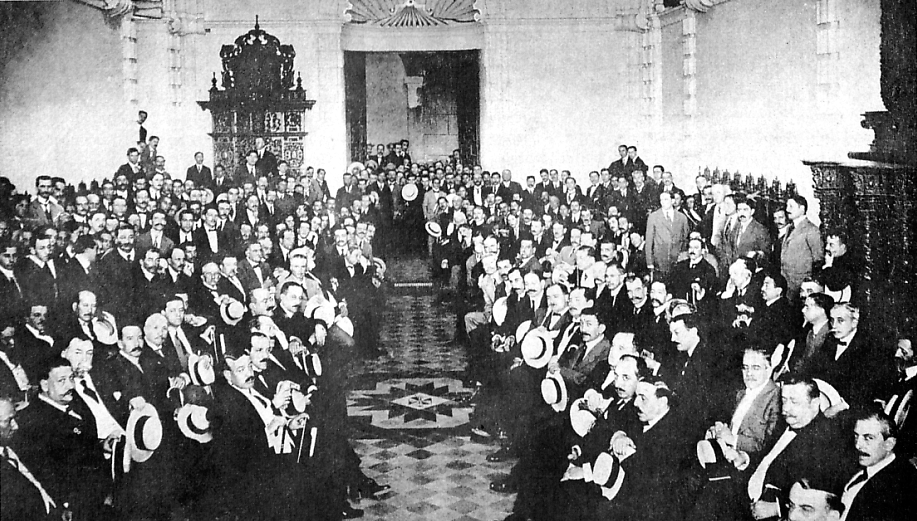
Convención de partidos realizada en Lima en 1915, para elegir una candidatura única para las elecciones presidenciales de ese año. El elegido fue el civilista José Pardo.

Durante el breve gobierno de Billinghurst (1912-1914), el civilismo, golpeado por el cisma sufrido, continuó languideciendo. Pero pronto habría de recuperarse. Derrocado Billinghurst el 4 de febrero de 1914 e instalado el gobierno del coronel Óscar R. Benavides, se convocaron a elecciones para 1915. El presidente Benavides promovió una Convención de Partidos para lanzar una candidatura única. La convención se celebró en el general del Convento de Santo Domingo y participaron los delegados de los partidos Civil, Liberal y Constitucional. Como era su estilo, los del Partido Demócrata se abstuvieron de participar. Por abrumadora mayoría fue elegido como candidato el expresidente José Pardo. Virtualmente sin opositor, Pardo triunfó en las elecciones de 1915.
El segundo periodo de gobierno de José Pardo y Barreda (1915-1919), significó un nuevo auge del viejo civilismo, pero sería el último. Pardo se mostró respetuoso de las leyes y libertades públicas. Decretó una amnistía política y trató de hacer un gobierno de concordia y unión nacional. Pero la crisis económica derivada de la Primera Guerra Mundial y la violenta lucha obrera por la jornada de 8 horas, socavaron su gobierno. Pardo no pudo contrarrestar la exacerbada oposición que le hicieron desde el Congreso y la prensa. Terminó siendo derrocado por Augusto B. Leguía, el 4 de julio de 1919.

### Disolución
El nuevo régimen establecido, que se denominó la «Patria Nueva» (luego llamado el Oncenio), persiguió a los civilistas, muchos de los cuales fueron apresados y desterrados. El Partido Civil entró en un largo y definitivo proceso de disolución. En 1930, en declaraciones para el diario La Nación de Buenos Aires, dos de los dirigentes del civilismo clásico, Manuel Vicente Villarán y José Matías Manzanilla, certificaron la defunción del Partido Civil.

## Galería de Presidentes de la República del Partido Civil

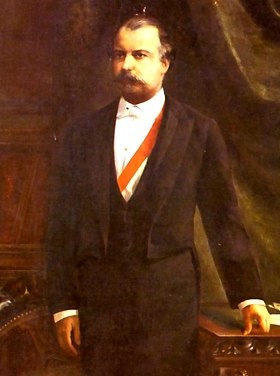
Manuel Pardo y Lavalle (1872-1876)
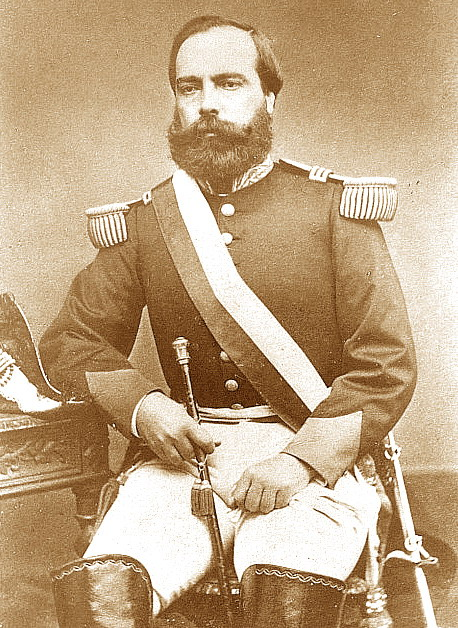
Mariano Ignacio Prado (1876-1879)
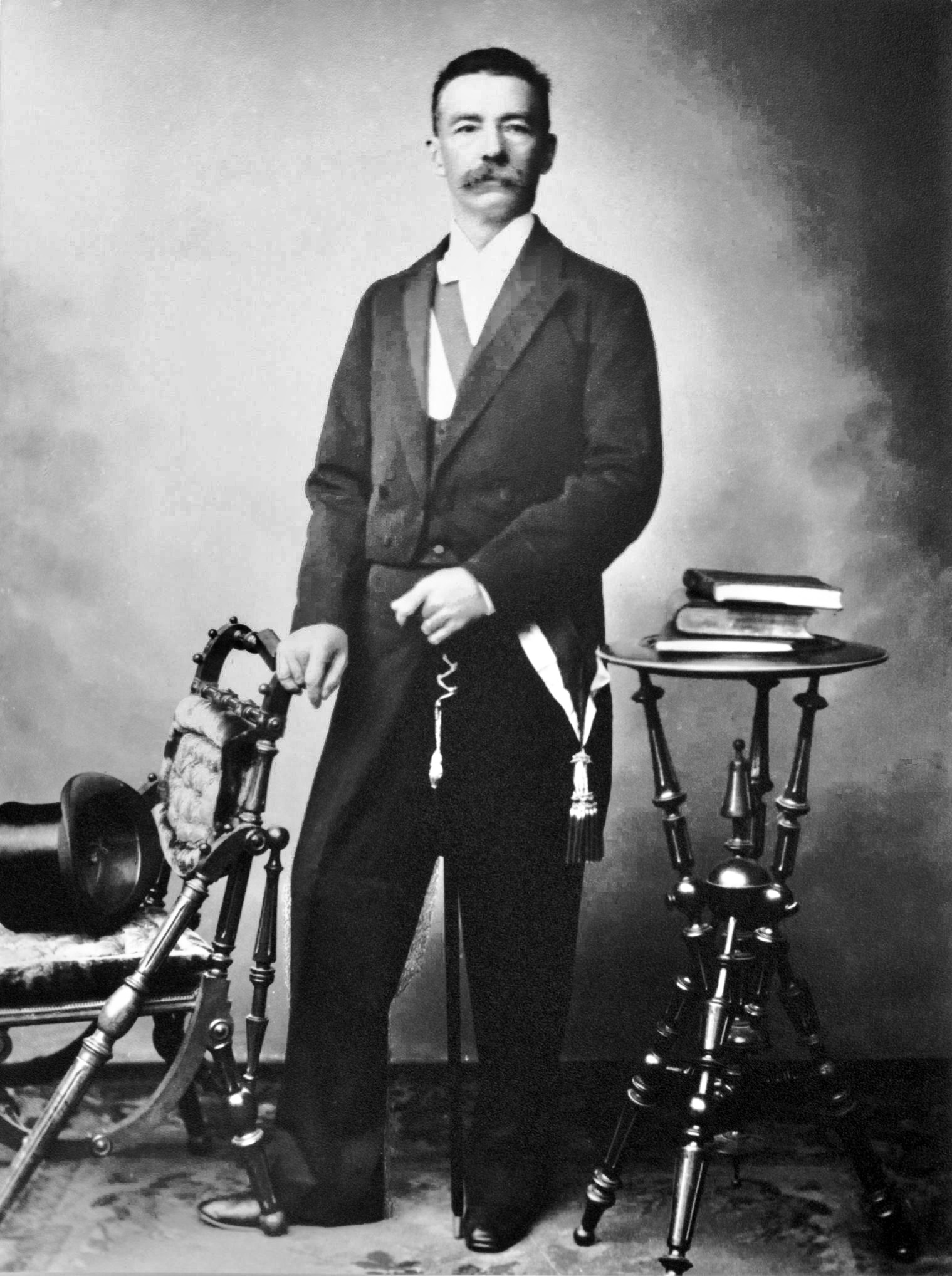
Eduardo López de Romaña (1899-1903)
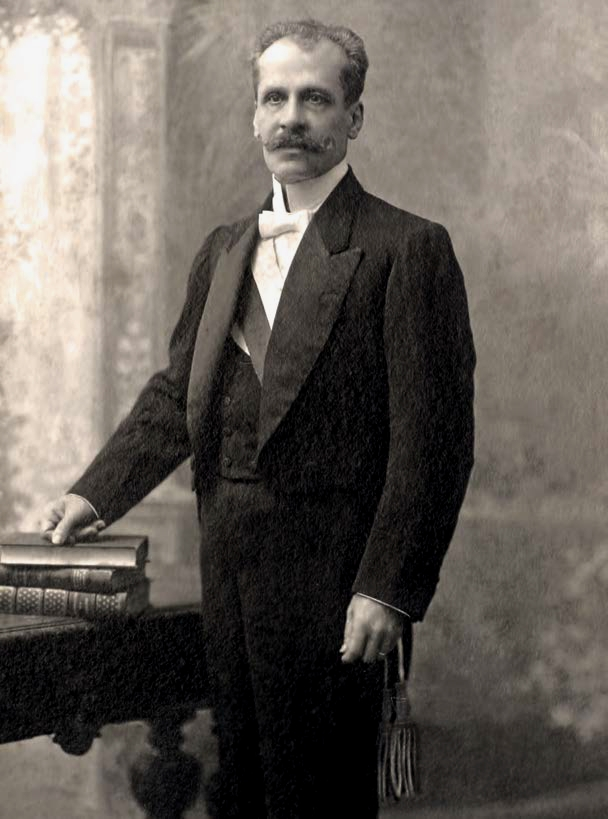
Manuel Candamo (1903-1904)
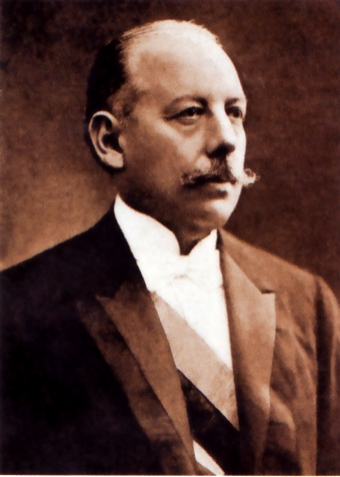
Serapio Calderón (1904)
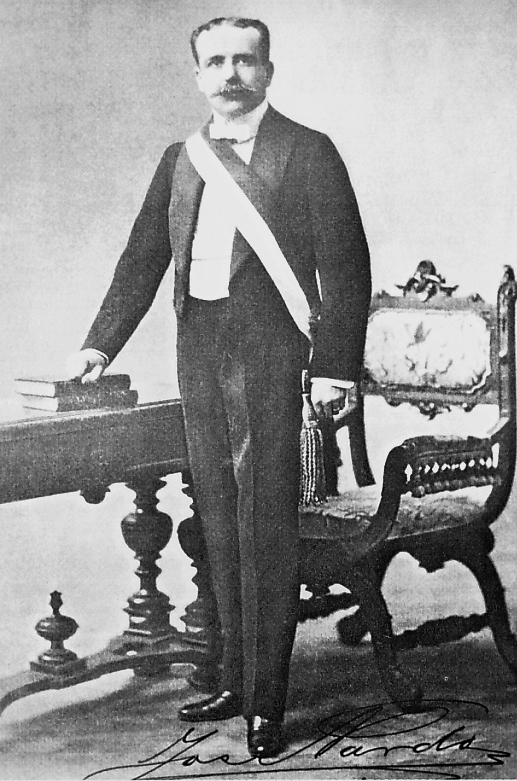
José Pardo y Barreda (1904-1908) y (1915-1919)
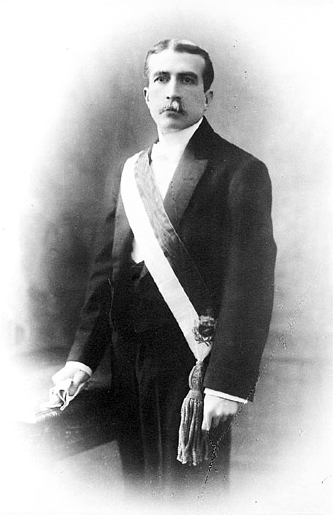
Augusto Leguía (1908-1912)

## Presidentes que iniciaron sus carreras políticas en el Partido Civil
- Augusto B. Leguía y Salcedo (1908-1912 y 1919-1930)
- Manuel Prado y Ugarteche (1939-1945 y 1956-1961)